# Bacardi

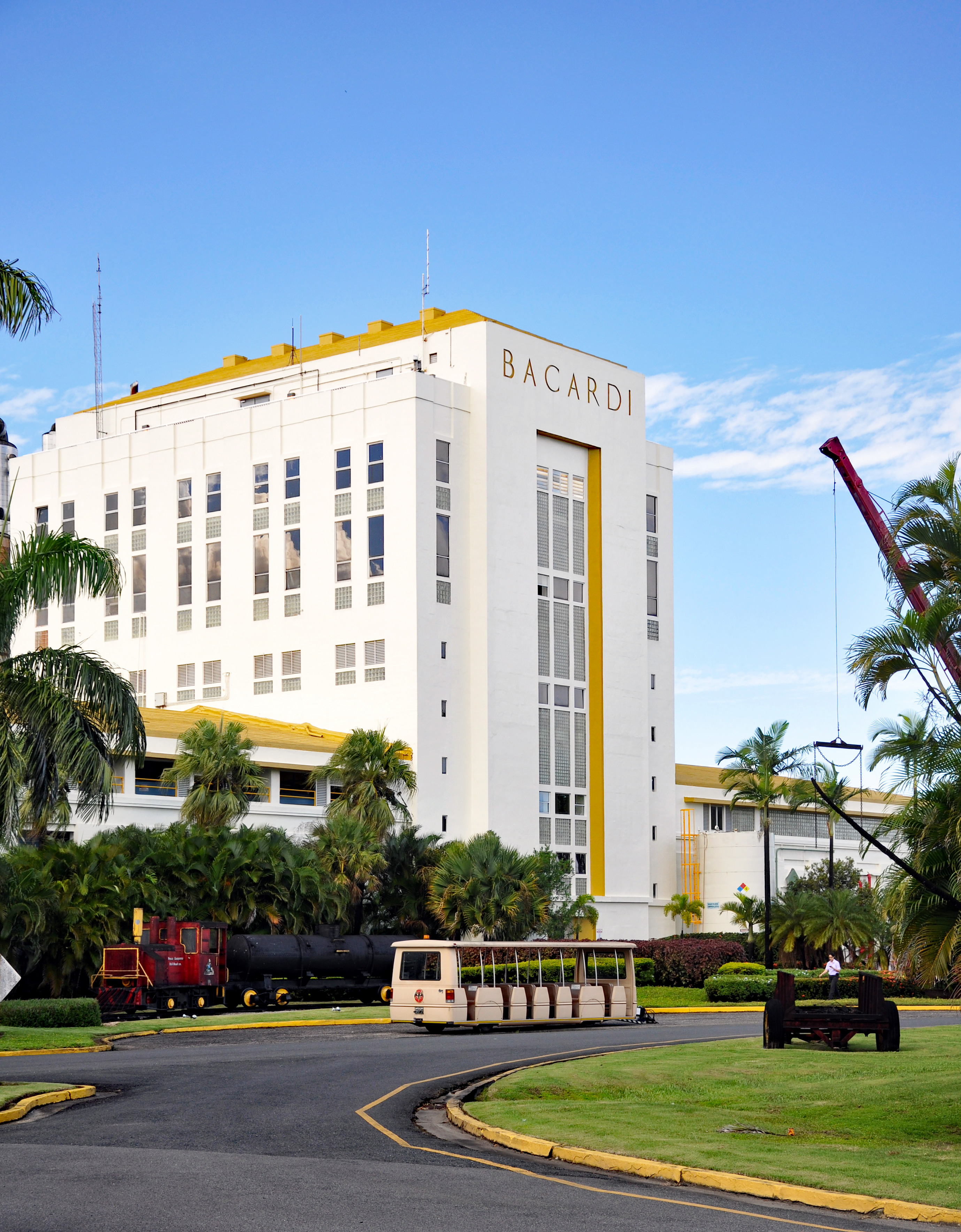
La "Cattedrale del Rum" presso la distilleria Bacardi a Porto Rico, vicino a San Juan.

Bacardi è un'azienda di produzione e distribuzione di alcolici, nota in particolare per il rum. La sua sede è ad Hamilton, nelle Bermuda.
La storica azienda produttrice di rum di origine cubana fu fondata nel 1862 da Facundo Bacardi Massó ma, a causa della nazionalizzazione delle imprese private a seguito della rivoluzione castrista, Bacardi fu costretta all'esilio da Cuba e trasferì la propria produzione a Porto Rico.
Nel 1993, grazie all'acquisizione della  storica casa torinese Martini & Rossi, Bacardi è diventata una tra le più grandi aziende mondiali per produzione e distribuzione di bevande alcoliche.

## Storia

### Le origini
L'azienda deve il suo nome al fondatore, l'imprenditore catalano Facundo Bacardi Massó (1814-1887) nato a Sitges in Catalogna, da una famiglia di muratori. Si trasferì a Cuba nel 1830 e a Santiago divenne il proprietario di una nave mercantile nel 1844. Iniziò a fare esperimenti col processo di distillazione del rum e della canna da zucchero col cognac nel 1852, anno in cui il terremoto devastò Cuba. La conseguente epidemia di colera non fermò la volontà di Don Facundo, che iniziò a cercare di creare un nuovo tipo di rum, più raffinato e leggero rispetto a quelli in circolazione, che andasse incontro ai gusti del ceto medio nascente.
Il 4 febbraio 1862 fu aperta la prima distilleria in Calle Matadero a Santiago di Cuba. Il nuovo tipo di rum che Don Facundo riuscì a produrre nella distilleria cubana fu il rum Bacardí Superior, che costituisce lo standard di produzione osservato ancor oggi. All'ingresso della distilleria fu piantata una palma da cocco: El Coco si trasformò in leggenda e si diceva che l'azienda sarebbe sopravvissuta a Cuba fintanto che la palma fosse vissuta, ed in effetti sopravvisse a calamità e guerre fino al 1960, quando la famiglia Bacardí venne esiliata da Cuba. Nel frattempo Bacardí aveva assunto come logo il pipistrello, animale considerato tradizionalmente come portafortuna nelle credenze cubane e spagnole.
Nel 1872 Don Facundo affidò l'amministrazione della compagnia ai suoi figli Emilio e Facundo. La produzione del rum subì un'evoluzione tecnica nel 1889 con l'introduzione dell'alambicco continuo a colonna, capace di facilitare la miscela senza intaccare in alcun modo il gusto originale. Un altro figlio, Josè e suo genero Enrique Schueg divennero soci della compagnia durante il 1890.
Nel 1898, Emilio Bacardi Moreau fu nominato sindaco di Santiago di Cuba dal generale statunitense Leonard Wood e , dopo la fine della guerra ispano-americana, divenne il primo sindaco di Santiago liberamente eletto. In seguito fu nominato senatore. Scrittore molto prolifico, la sua opera fa parte della storia di Cuba.
Emilio Bacardí Moreau succedette al padre in veste di presidente dell'azienda e, sotto la sua guida, Bacardi cominciò a espandersi verso la Spagna e gli Stati Uniti. Il 1900 segnò l'avvento del Bacardi & Cola: un anno prima Warren Candler, un vescovo americano della Chiesa metodista e fratello di Asa Candler, proprietario e presidente della Coca-Cola, introdusse ufficialmente la bevanda americana a Cuba. Nel 1909 l'ammiraglio Lucius W. Johnson assaggiò a Cuba un daiquiri e ne fu così entusiasta che lo volle far conoscere all'Army and Navy Club a Washington, fu così che il cocktail a base di Bacardi fece la sua entrata sulla scena internazionale.
Nel 1919, il Congresso degli Stati Uniti approvò la legge sul Proibizionismo che proibiva la produzione, il trasporto, l'importazione e la vendita di alcolici negli Stati Uniti. Bacardi aveva aperto uno stabilimento per l'imbottigliamento a New York e si ritrovò con sessantamila casse di rum e senza un punto vendita. Enrique Schueg, dirigente Bacardi, trovò una soluzione: emise immediatamente delle azioni (wet stock) intestate alla società d'imbottigliamento del valore di una cassa di rum Bacardi ciascuna. Dopo aver venduto le azioni al pubblico, sciolse la società distribuendo una cassa per ogni azione.
Anche sul lato pubblicitario, Bacardi, che aveva sede a Cuba, trovò un modo per aggirare il divieto di pubblicità negli USA:  introdusse una serie di cartoline che pubblicizzavano le attrattive di Cuba con i suoi bar e la vita notturna. Queste erano spedite dai turisti americani in visita all'Avana ad amici e parenti negli Stati Uniti, divulgando così la fama del rum e portando molti americani a visitare Cuba, tanto che la rivista Fortune ribattezzò L'Avana “Il bar personale degli Stati Uniti”. Il Proibizionismo in America coincise con il periodo d'oro del Mojito, già diventato, in via ufficiosa, la bevanda nazionale di Cuba e uno tra i cocktail preferiti dai turisti statunitensi.
Lo spirito imprenditoriale di Enrique Schueg, divenuto presidente negli anni Venti, fu strategicamente importante per l'espansione del marchio. La sua prima mossa da presidente fu di commissionare la costruzione del palazzo Bacardi a L'Avana, che dagli anni Trenta ai Cinquanta ospitò eventi frequentati da cubani, turisti e celebrità. Ancora oggi El Edificio Bacardi è un simbolo de L'Avana, restando uno dei migliori esempi di architettura Art déco di Cuba. Nel contempo Schueg diversificò la produzione acquisendo il marchio di birra Hatuey.
Negli anni Quaranta e Cinquanta Bacardi è protagonista della vivace vita di Cuba, animando il Carnevale e diverse trasmissioni radiofoniche, in particolare "The Bacardi Hour", uno show trasmesso da Radio CMQ con la migliore musica cubana di quei tempi. Sul lato aziendale, Bacardi possedeva già distillerie in Messico e a Porto Rico, uffici negli Stati Uniti e così aprì una nuova attività alle Bahamas. Pepín Bosch, presidente della Bacardi, nel 1958 aveva trasferito tutti i brevetti della società al di fuori di Cuba, questo evitò che l'azienda finisse vittima delle politiche di confisca cubane del 1960.

### La rivoluzione cubana
Il 1960 è un anno epocale: la rivoluzione cubana porta alla confisca delle aziende private dell'isola senza alcun risarcimento. Anche Bacardi resta coinvolta in questa fase politica: tutte le attività e le proprietà immobiliari allocate a Cuba, distillerie comprese, furono espropriate dall'amministrazione rivoluzionaria. Grazie alla previdenza di Pepín Bosch, presidente della Bacardi all'epoca dei fatti, i brevetti della società erano già al sicuro al di fuori di Cuba dal 1958. Grazie alle distillerie fondate a Porto Rico e in Messico, Bacardi risollevò le sue sorti.  A fare da filo conduttore con il glorioso passato cubano, la palma di cocco, piantata in ogni stabilimento, anche alle latitudini più fredde.

### La storia fino a oggi
Stati Uniti, Messico, Porto Rico e Bahamas sono le sedi grazie alle quali Bacardí non cessò mai la sua attività. Anche la nuova distilleria fondata in Brasile nel 1961 contribuì alla continuità del marchio nonostante le difficoltà sopravvenute dopo la confisca della rivoluzione cubana.
Nel 1965 Bacardí apre una distilleria a Nassau, nelle Bahamas. Nello stesso anno Bacardí International Limited si sposta dalle Bahamas alle Bermuda.
Nel 1972 si inaugura l'edificio delle Bahamas.
Una data importante è il 1979: in quell'anno Bacardí Rum si affermò definitivamente come distillato internazionale e divenne il primo marchio di distillati per numero di vendite a livello mondiale.
Nel 1989 Bacardí lancia Breezer negli Stati Uniti.
Nel 1992 nasce la società Bacardí Limited, unificando cinque unità operative strategiche: Bacardí International Limited, con sede alle Bermuda, Bacardí & Company Limited, con sede alle Bahamas, Bacardí Corporation che fa capo a Porto Rico, Bacardí Imports Inc. relativa agli Stati Uniti d'America e Bacardí y Compañía S.A. de C.V., in Messico. Nel 1993 Bacardí perfeziona l'acquisizione di General Beverage, proprietario del Gruppo Martini & Rossi. Con questa acquisizione, Bacardí raddoppia le sue dimensioni e diviene una delle cinque più grandi società di liquori al mondo.
Nel 1998 Bacardí acquisisce importanti marchi come lo scotch whisky Dewar's ed il gin Bombay Sapphire.
Nel 2002 viene acquisita Cazadores, una marca di tequila molto venduta. Nel contempo viene aperta una infrastruttura in Cina.
Nel 2003 Bacardí apre Casa Bacardi a Cataño, in Porto Rico: i turisti possono così visitare la distilleria.
Nel 2004 viene acquistato il marchio di vodka Grey Goose, tre anni dopo Bacardi acquista una partecipazione in Leblon Cachaça, un liquore di lusso famoso in Brasile.
Il 4 febbraio 2012 Bacardi, dopo numerosi riconoscimenti e campagne pubblicitarie di successo, compie centocinquanta anni. L'evento è stato celebrato con la creazione dello speciale Ron Bacardi de Maestros de Ron Vintage: MMXII, sono stati prodotti 1500 esemplari dei quali solo 1000 sono entrati in commercio, i restanti 500 sono stati dati ai membri della famiglia Bacardi. Questo rum è stato creato da otto maestros de Ron discendenti di Don Facundo.

## Elenco dei prodotti

### Rum
Tutti i rum Bacardi sono prodotti a Porto Rico con l'eccezione del Bacardi Solera di fabbricazione messicana.
- Bacardi Superior: nasce nel 1862, dopo anni di ricerche condotte da Don Facundo Bacardí, che diede vita al primo rum chiaro invecchiato e premium al mondo. Il lento passaggio su selezionati carboni vegetali lo rende di colore adamantino. L'aroma è delicato, con tenui sentori di erbe balsamiche. Il gusto è leggero, morbido, equilibrato, con una sensazione finale di freschezza. È la base indispensabile per la preparazione dei cocktail più famosi e richiesti come Mojito, Cuba Libre e Daiquiri. Ha una gradazione di 37,5% vol.
- Bacardi Gold: è un rum dal colore ambrato, morbido e liscio. È caratterizzato dal bilanciamento tra il sapore di noci, spezie e frutti tropicali, su un sottile retrogusto di quercia. Bacardí Gold è l'ingrediente base del Cuba Libre sin dalle origini del noto cocktail ma spesso è anche miscelato con cocktail a base di frutta o succo di frutta. Ha una gradazione di 37,5% vol.
- Bacardi Reserva: è ottenuto attraverso le miscele di pregiati rum invecchiati tra i due e i tre anni in botti di quercia bianca americana. Ha un colore ambrato, con brillanti riflessi dorati ed un aroma con vivaci note di spezie e di frutta. Il gusto pieno, secco, caldo con retrogusto persistente e con intensi sapori di spezie caraibiche lo rende adatto a reinventare cocktail come Caipirissima e Piña Loca. Ha una gradazione di 40% vol.
- Bacardi Black: miscela di rum selezionati filtrato attraverso il carbone attivo e invecchiato fino a quattro anni,  in botti tostate. Il colore è ambrato scuro, l'aroma presenta sentori di prugne secche, frutti tropicali, noce moscata, vaniglia, banana con un finale legnoso persistente. Il gusto equilibrato e morbido lo rende ideale per la miscelazione, in particolare in due classiche ricette come Mai Tai e Rum Sour.  Ha una gradazione di 37,5% vol.
- Bacardi 8: è invecchiato per più di otto anni in botti di rovere. Ha un aroma ricco e complesso: insieme al sapore dell'essenza legnosa, si percepiscono una nota di frutta secca vanigliata ed una sensazione di noce moscata e di spezie. Il colore è ambrato scuro, con fugaci riflessi ramati. Si consuma generalmente liscio e on the rocks ma è anche abbinato ai sapori del caffè, dell'arancia e del cioccolato. Ha una gradazione di 40% vol.
- Bacardi Solera: il Bacardí Solera 1873 è un rum prodotto in Messico invecchiato per oltre quattro anni in botti di rovere bianco. Presenta gradazione alcolica pari del 38% ed è distribuito esclusivamente in Messico e Nord America.
- Bacardi 101
- Bacardi 151: il 151 è un rum prodotto nelle distillerie portoricane e fa parte dei rum overproof a causa del suo elevato grado alcolico (75,5%). È di colore ambrato e viene impiegato principalmente per cocktail e bevande a base di rum.

### Rum aromatizzati
- Bacardí Apple: si tratta di un rum arricchito dagli aromi di frutta ottenuto dalla miscelazione di rum Bacardí Superior con essenze di mela verde. Ha un colore trasparente, un gusto dolce intenso e nel contempo morbido. Si consuma on the rocks è o come ingrediente nei long drink. Ha una gradazione di 32% vol.

### Rum speziati
- Bacardí Oakheart: ha un lieve sentore di affumicato e frutta secca. Il gusto è morbido e speziato, con richiami iniziali all'acero e al miele, cui seguono la vaniglia e il caramello. Si abbina bene alla Cola con ghiaccio. Ha una gradazione di 35% vol.

### Ready to Serve
- Bacardí Mojito Pronto da Servire: si tratta di un mojito già pronto da servire. Conserva tutte le caratteristiche del mojito: il colore verde lime e l'aroma di lime, menta e Bacardí. Ha una gradazione di 14,9% vol.
- Bacardí Piña Colada Pronto da Servire: è la versione pronta da servire del famoso cocktail bianco latte a base di polpa di cocco, succo d'ananas e Bacardí Superior. Ha una gradazione di 14,9% vol.

### Ready to Drink
- Breezer: mix di Rum Bacardi, succo di frutta e acqua frizzante.

### Altro
- Bombay Sapphire, una marca di prestigioso Gin
- Grey Goose, una vodka francese
- Eristoff, una vodka georgiana
- Drambuie, liquore al miele e alle erbe scozzese
- Bénédictine, liquore francese
- Dewar's, un whisky scozzese

## Cocktails Bacardí
- Bacardí Cuba Libre

Ingredienti: una parte Bacardí Superior (in alternativa Bacardí Reserva o Oro), due parti Coca Cola, una fetta di lime o limone.
Ricetta: preparare direttamente in un bicchiere Casablanca con abbondante ghiaccio e fettina di lime o limone. Per una versione più decisa e complessa, versare Bacardí Reserva o Bacardí Oro in alternativa a Bacardí Superior.
- Bacardí Mojito

Ingredienti: due parti Bacardí Superior, tre parti di soda, mezza parte di lime, mezza parte di zucchero di canna bianco.
Ricetta: mettere zucchero e mezzo lime tagliato a spicchi in un bicchiere granity. Pestare fino a sciogliere lo zucchero. Aggiungere alcune foglie di menta e pestarle con tocco leggero. Riempire il bicchiere con tanto ghiaccio tritato a cubetti. Versare Bacardí Superior, soda e mescolare. Guarnire con un rametto di menta.
- Bacardí Oak&Cola

Ingredienti: una parte di Bacardí Oakheart, due parti di cola tanto ghiaccio.
Ricetta: riempire direttamente il boccale o tumbler alto di ghiaccio e versare una parte di Bacardí Oakheart e due parti di cola.
- Bacardí Daiquiri

Ingredienti: tre parti Bacardí Superior, una parte succo di lime o succo di limone, mezzo cucchiaino di zucchero
Ricetta: mixare tutti gli ingredienti con tanto ghiaccio in uno shaker e versare in una coppa Martini ghiacciata o servire on the rocks.
- Bacardí Pina Colada

Ingredienti: tre parti Bacardí Superior, una parte succo d'ananas, una parte polpa di cocco, una fetta d'ananas, una ciliegia.
Ricetta: mixare tutti gli ingredienti e il ghiaccio in un frullatore e versare il mix in un bicchiere hurricane ghiacciato. Aggiungere una fetta di ananas e una ciliegia per guarnizione.
- Bacardí Cooler

Ingredienti: due parti Bacardí Reserva, due parti Ginger Ale, una parte succo di lime, zucchero, ghiaccio.
Ricetta: spremere mezzo lime e lasciarlo nel bicchiere granity, aggiungere lo zucchero, alcune foglie di menta e pestarle con un tocco leggero. Riempire di ghiaccio e aggiungere Bacardí Reserva e Ginger Ale. Guarnire il bicchiere con qualche foglia di menta.
- Bacardi El Presidente

Ingredienti: due parti Bacardí Oro, una parte di Martini Rosso, una ciliegia.
Ricetta: mixare tutti gli ingredienti con ghiaccio in uno shaker, in seguito colare e versare in un bicchiere da cocktail ghiacciato. Guarnire con una ciliegina.
- Bacardi Mai Tai

Ingredienti: due decimi di Bacardí Black, due decimi di Bacardí Superior, un decimo di sciroppo di granatina, un decimo di sciroppo di orzata, due decimi di succo di lime, due decimi di orange curacao.
Ricetta: spremere il lime, aggiungere l'orzata, la granatina, l'orange curacao e Bacardí Superior direttamente in un bicchiere doppio old fashion colmo di ghiaccio. Shakerare e colmare in superficie con Bacardí Black. Guarnire con una ciliegina e ananas.

## Il logo
Il logo del pipistrello ha origine da una colonia di pipistrelli che viveva tra le travi della distilleria: Doña Amalia, moglie di Don Facundo, suggerì di adottarli come simbolo per il rum Bacardí. Per i taínos, i nativi cubani, il pipistrello era simbolo del sapere, mentre in Spagna, terra nativa della famiglia, si riteneva fossero forieri di salute e buona sorte.

## Curiosità
Poco dopo l'apertura della prima distilleria nel 1862, il secondogenito di Don Facundo, il quasi omonimo Facundo Bacardi, piantò all'entrata degli stabilimenti una palma da cocco che morì soltanto nel 1960, quando le attività della società Bacardi a Cuba furono confiscate dall'amministrazione rivoluzionaria. Ogni stabilimento, anche internazionale, ha la propria palma da cocco per ricordare le radici della compagnia.